# Collegium Orientale

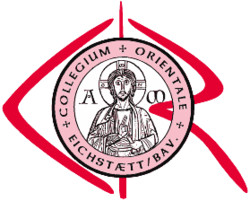
Logo

Collegium Orientale (w skrócie COr) – kolegium ekumeniczne znajdujące się w niemieckim mieście Eichstätt i kształcące kandydatów do kapłaństwa będących alumnami i absolwentami seminariów duchownych z różnych kościołów wschodnich. Jest jedynym seminarium na świecie, w którym mogą studiować seminarzyści i kapłani ze wszystkich Katolickich Kościołów wschodnich, jak również kościołów orientalnych i prawosławnych. Collegium Orientale stwarza możliwość studiowania zarówno bezżennym jak i żonatym księżom i kandydatom do kapłaństwa.

## Historia

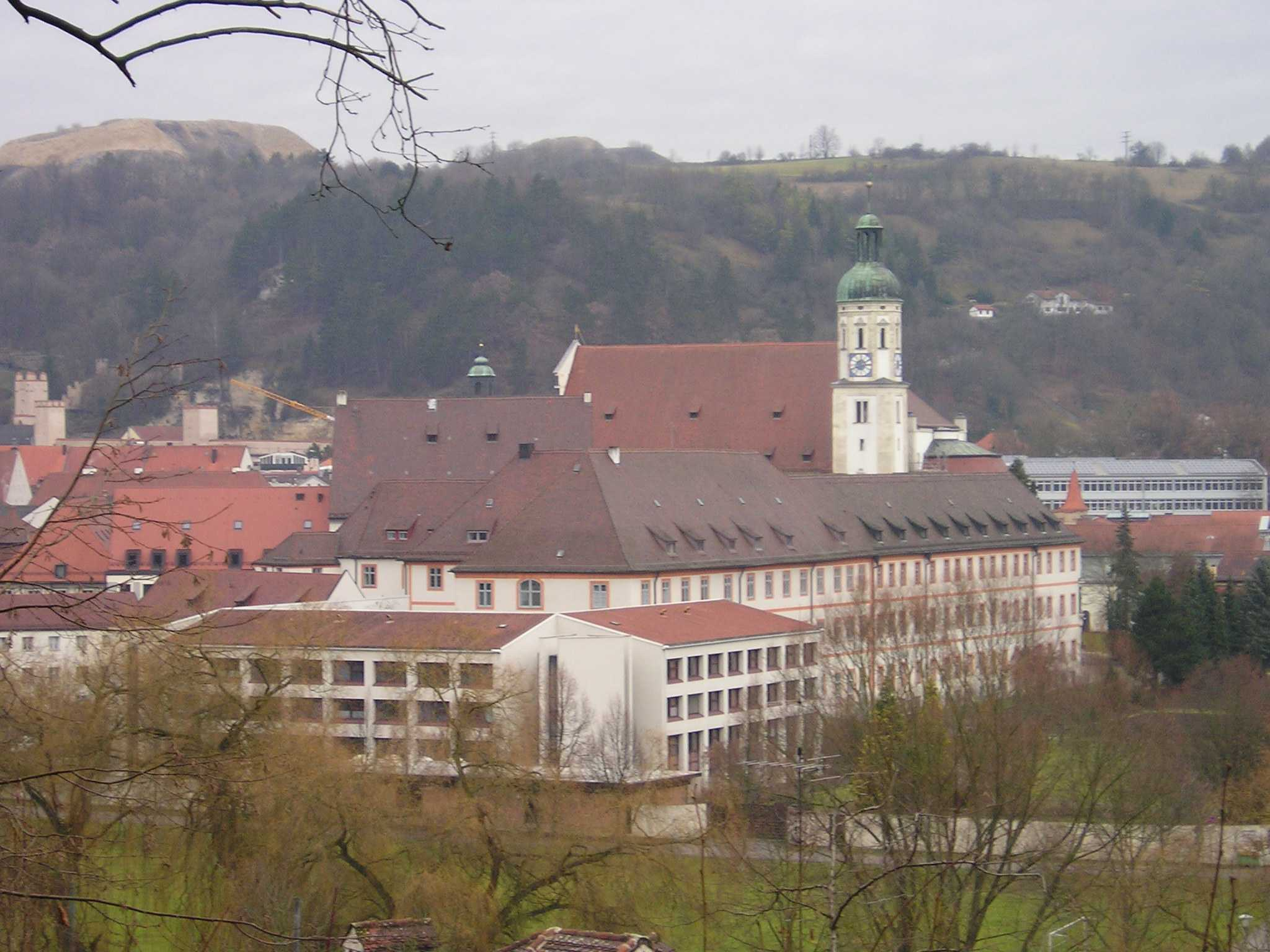
Collegium Orientale, Eichstätt

Kolegium założone zostało 1 września 1998 roku przez ówczesnego biskupa Eichstätt Waltera Mixę. Collegium Orientale jest samodzielną instytucją diecezji Eichstätt i podlega biskupowi tej diecezji.

## Charakter i zadania
Kolegium ulokowane jest obok Collegium Willibaldinum (rzymskokatolickiego seminarium duchownego diecezji Eichstätt) i liczy 38 studentów z różnych kościołów: greckokatolickich kościołów z Ukrainy, Słowacji, Węgier, Rumunii, Polski, Melchickiego Kościoła greckokatolickiego, Kościoła Maronickiego, kościołów obrządku syromalabarskiego i syromalankarskiego. Wraz z katolikami studiują również kandydaci do kapłaństwa z kościołów prawosławnych: Ukraińskiego Kościoła Prawosławnego, jak również Gruzińskiego Kościoła Prawosławnego i Ormiańskiego Kościoła Apostolskiego. Rytm życia w Collegium Orientale ustalony jest przez Typikon (regułę wschodnią). Studia w obszarze teologii katolickiej odbywają się na Katolickim Uniwersytecie Eichstätt-Ingolstadt.

## Liturgia
Nabożeństwa (Boska Liturgia, Nieszpory, Kompleta) odprawiane są najczęściej w obrządku bizantyjskim. Językiem nabożeństw, zważywszy na różnorodność narodowościową studentów, zasadniczo jest niemiecki. Zaowocowało to między innymi przekładem liturgii św. Jana Chryzostoma, św. Bazylego Wielkiego oraz Uprzednio Poświęconych Darów na język niemiecki. Przekłady otrzymały akceptację arcybiskupa większego kijowsko-halickiego Światosława Szewczuka zwierzchnika Ukraińskiego Kościoła Greckokatolickiego. W budynku kolegium oprócz kaplicy obrządku bizantyjskiego mieszczą się również kaplice: syryjska oraz koptyjska (ryt aleksandryjski). Na nabożeństwa do Collegium Orientale przychodzą również wierni świeccy.

## Władze
Do 2008 roku rektorem Collegium Orientale był niemiecki ks. dr Andreas Thiermeyer, mnich bizantyjskiej gałęzi Klasztoru Niederaltaich. Funkcję rektora w latach 2008-2014 pełnił ks. Paul Schmidt. Jego następcą jest od 2014 pochodzący z Ukrainy ks. dr Oleksandr Petrynko, natomiast wicerektorem jest ks. dr Thomas Kremer. Ojcem duchownym w latach 2013-2016 był o. Maxentius Krah OFM z Prowincji Wniebowzięcia NMP Zakonu Braci Mniejszych w Katowicach. Od 2016 roku funkcję ojca duchownego pełni ks. Ivan Kachala z Ukrainy.